# Fondations sur pieux de bois

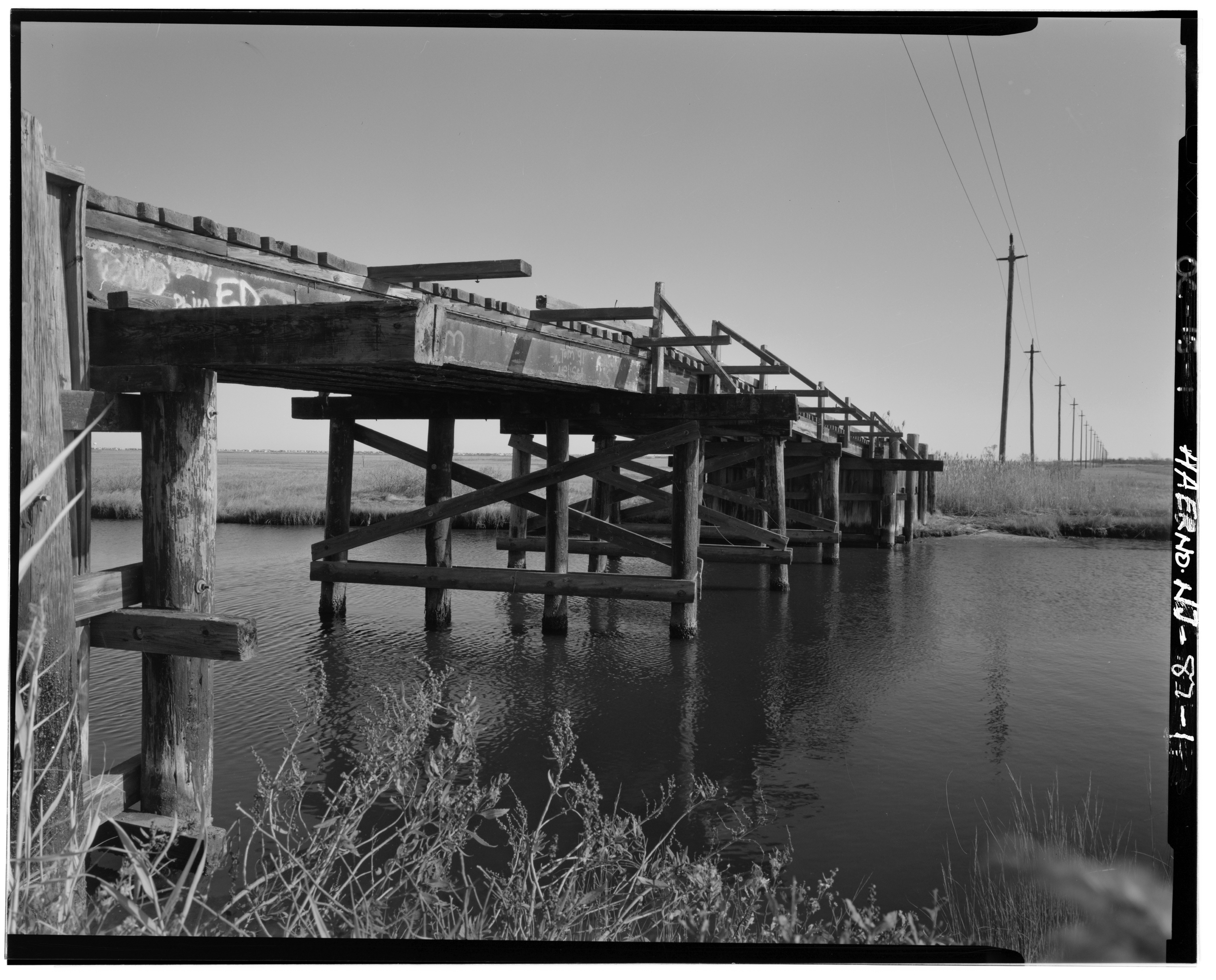
Pont à pieux en bois avec longerons en acier, New Jersey

Les fondations sur pieu en bois soutiennent de nombreuses structures historiques telles que les conserveries, les quais et les bâtiments côtiers. Les anciens pieux, à mesure qu'ils vieillissent et sont détruits par les organismes et la pourriture, présentent une étendue de problèmes difficiles à résoudre lors de leur restauration . Remplacer entièrement une fondation est possible mais coûteux. L'inspection et l'entretien réguliers des pieux en bois peut prolonger la durée de vie de la fondation.

## Pieux, pilot, pilotis, palafitte
Un pieu est une pièce de bois pointue et ferrée, enfoncée en terre au refus du mouton, pour former les palées de pont de bois, les crèches des piles et culées des ponts et des murs de quai, et retenir les terres des digues et des batardeaux - La différence entre pieu et pilot tient au fat que le pieu n'est pas enfoncé tout à fait en terre comme le pilot, et que ce qui reste en dehors est ordinairement recouvert d'un chapeau. Les pilotage ou pilotis est l'espace de terrain de mauvaise consistance, qui est peuplé de pilots sur lesquels on veut édifier. Toutefois il demeure une certaine confusion entre les termes.
Les pilotis sont aussi nommés palafittes, de l'italien palafitta, lui-même du latin palus (pieu ou pal) et de figere (ficher ou fixer). Ce dernier terme est plus du registre de l'archéologie.

## Utilisation historique et traitement dans l'eau
La construction sur pilotis en bois dans l'environnement aquatique et marin (en) a une longue histoire en Europe qui remonte  en Suisse,.aussi loin que l'âge du bronze et de la pierre

### Palafittes alpins
Lors de graves sécheresses en Suisse au milieu du XIXe siècle, des zones lacustres qui avaient été auparavant inondées ont été exposées, révélant les vestiges archéologiques de divers types d'ensembles de support de pilotis en bois qui servaient de fondations à la fois pour des maisons individuelles et des bâtiments communautaires. La conception de ces assemblages de bois varie selon l'époque d'occupation, que ce soit à l'âge du bronze ou de la pierre, et aussi selon les conditions géologiques où reposaient les bois.
937 sites palafittiques ont été identifiés, dans six pays autour des régions alpines et subalpines de l'Europe (de la Savoie à la Slovénie et de l’Allemagne du sud à la plaine du Pô), composée de vestiges d'établissements préhistoriques datant de 5000 à 500 av. J.-C., situés sous l'eau, sur les rives de lacs ou le long de rivières ou de terres marécageuses. Bois gorgé d'eau, lors des fouilles archéologiques, de nombreux pieux se sont dissous après avoir été en contact avec l'air.

### Première construction de fondations sur pieux à Venise, Italie
À Venise, certaines des premières fondations sur pieux ont été construites sur des pieux en bois. Les premiers constructeurs vénitiens utilisaient des techniques de construction qui comprenaient l'utilisation de pierres imperméables soutenues par des radeaux en bois et des pieux en bois. Bois gorgé d'eau, les piles de bois ne pourrissaient pas car elles étaient enfoncées dans la boue au fond de la lagune, ce qui empêchait l'oxygène et les champignons de les atteindre.

## Traitement historique et préservation des eaux marines

### Méthodes de traitement utilisées avant leXVIIIesiècle
Il y a plus de 2 000 ans, les constructeurs de bois connaissaient les foreurs marins et la pourriture et protégeaient le bois à l'aide d'extraits bruts et de divers produits chimiques. Une étude plus approfondie sur la manière de lutter contre l'activité et la dégradation des foreurs marins s'est accélérée au XVIIIe siècle.

### Méthodes de traitement relancées auxXVIIIeetXIXesiècles
Aux XVIIIe et XIXe siècles, l'étude de la préservation du bois a été relancée en raison de la détérioration des digues de pieux en bois qui protégeaient la Hollande ainsi que du niveau élevé de décomposition et d'activité des foreurs marins dans les navires de la marine anglaise. Les premières digues en Hollande étaient soutenues par des pieux en bois. La créosote dérivée du traitement du charbon a été découverte au milieu du XVIIIe siècle et utilisée pour empêcher la décomposition des piles de bois. Le développement du traitement sous pression à la créosote par John Bethell (en) a également été une avancée importante dans la construction sur pieux en bois. Les bâtiments historiques soutenus par des pieux en bois peuvent être soit traités à la créosote soit à l'arséniate de cuivre chromaté.

## Types de bois utilisés
Aux États-Unis, les pieux en bois de sapin de Douglas sont le plus souvent utilisés dans le nord-ouest du Pacifique, tandis que le pin du sud est le plus souvent utilisé sur la côte est. Le sapin de Douglas est le plus couramment utilisé sur la côte ouest en raison de sa grande résistance, de sa capacité de renouvellement et de son faible coût.

## Problèmes de détérioration des pieux

### Foreurs marins
Il existe trois groupes de térébrants marins dans les eaux de la côte ouest, notamment les limnories, les tarets et les pholades, et chacun diffère par le type de dommages qu'il cause.

#### Limnories
Un limnories (Limnoria) est un crustacé destructeur qui s'enfouit dans les surfaces en bois. Contrairement aux autres foreurs marins, les Limnories se déplacent facilement d'un bois à l'autre en utilisant le bois comme nourriture et abri. Les Limnories s'enfouissent à une faible profondeur mais peuvent encore réduire le diamètre du pieu d'un pouce par an; une pile infesté de Limnories  a généralement une forme de sablier à la ligne de marée.

#### Tarets

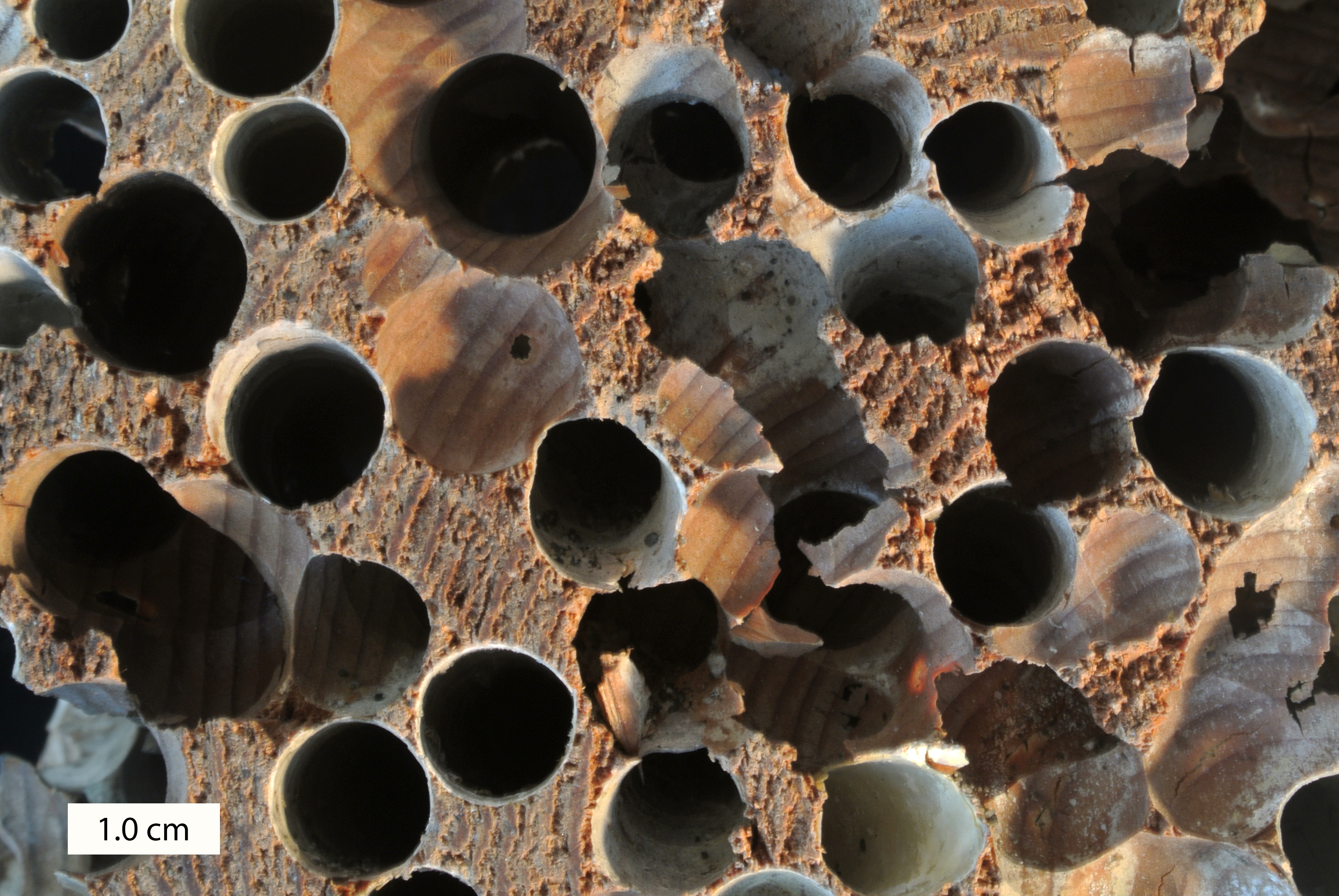
Térédolites 012416

Les tarets ( teredolite ) sont des bivalves xylophages qui s'enfouissent profondément dans le bois submergé. Bien que les pilles attaquées par les tarets puissent sembler sains à la surface, ils peuvent être complètement criblés d'un dédale de tunnels. Les tarets ne peuvent se propager au bois neuf que lorsqu'ils sont au stade larvaire nageant librement. Une fois qu'ils ont attaqué et pénétré dans le bois, ils y sont emprisonnés. Les anciens marins, réalisant que les tarets étaient emprisonnés dans le bois de leurs navires, remontaient loin le fleuve et restaient en eau douce pendant plusieurs mois pour tuer les tarets. Les plongeurs expérimentés recherchent des siphons qui dépassent du bois ou utilisent des dispositifs soniques pour estimer l'étendue des dommages internes. Les attaques de tarets et de limnories peuvent également être détectées en immergeant des panneaux de bois non traités et en les échantillonnant de manière destructive tous les mois.

#### Pholades
Les pholades, les palourdes creusant des rochers, s'enfouissent et endommagent le bois non traité dans les eaux plus chaudes près d'Hawaï et du Mexique et le long des plages de l'Oregon en ne forant que dans la surface du bois. S'assurer que la surface du bois n'est pas endommagée éloignera le pholade.

### Insectes
Le bois au-dessus de la ligne de flottaison peut être attaqué par un certain nombre d'insectes, y compris les termites, les fourmis camponotus et les coléoptères. Un coléoptère, le wharf borer ( Nacedes melanura ), peut attaquer les feuillus et les conifères non traités ou traités endommagés à forte teneur en humidité en creusant abondamment des tunnels et en laissant derrière eux des matières fécales brun foncé qui dégradent davantage le bois.

### Pourriture du bois
La pourriture du bois décrit le bois à tous les stades de l'attaque fongique, de l'invasion initiale des hyphes dans les parois cellulaires à la destruction complète du bois. Les champignons vivant dans le bois sont les plus courants sur les pilles de bois au-dessus de la surface de l'eau, car le manque d'oxygène sous l'eau inhibe la croissance fongique.

#### Méthodes de détection de la pourriture
La pourriture naissante peut se développer dans les sommets de pilles non traités en 1 an et atteindre le stade avancé visible, appelé pourriture, en 2 à 4 ans et peut s'étendre sur 4 pieds ou plus des zones de pourriture interne d'un pilles de douglas. Un grattoir à lame triangulaire, une pelle tranchante ou une sonde émoussée sont utiles lors de l'inspection des pieux pour détecter une détérioration de la surface ou une attaque de foreurs marins, car ils permettent à l'inspecteur d'estimer la profondeur de la détérioration. Étant donné que le bois non traité peut souvent être exposé pendant l'utilisation de ces outils, une solution ou une pâte de préservation doit être appliquée sur les zones exposées.

### Fissures
Les fissures qui se sont développées après le traitement du bois sont très sensibles aux foreurs, aux insectes et à la pourriture dans les bonnes conditions. Les fissures doivent être évaluées lors d'une inspection initiale du pieu pour déterminer la profondeur, l'emplacement et l'état du traitement.

## Options de traitement de la pourriture

### Conservateurs liquides
Appliquer un agent de conservation liquide sur les sommets coupés des pieux et des poutres en les inondant de créosote chaude (150 à 200°F), de pentachlorophénol dans du gazole, ou du naphténate de cuivre (en)  dans des essences minérales.

### Conservateurs solides
Un agent de conservation solide, tel que le fluor-chrome-arsenic-phénol (FCAP), peut être appliqué sec ou sous forme de pâte là où les aussières arrachent les chapeaux et exposent le bois à l'humidité et aux organismes de décomposition.

## Options de traitement contre les attaques de foreurs

### Créosote, CCA et ACA
La créosote empêche efficacement les attaques des foreurs marins dans les eaux côtières au nord de San Francisco et les sels inorganiques. L'arséniate de cuivre chromaté (CCA) ou l'arséniate de cuivre ammoniacal (ACA) sont recommandés au sud de San Francisco en raison de la probabilité d'attaque par le foreur du bois qui est principalement situé dans des eaux plus chaudes.

### Barrières et films plastiques
Des barrières imperméables peuvent protéger les pilles de bois traités avec des agents de préservation sous la ligne de flottaison contre les attaques de foreurs marins en inhibant l'entrée des foreurs dans le bois et en créant des conditions anaérobies qui tuent les foreurs établis en limitant l'oxygène disponible.

### Armature bois et béton
Une structure de pilotis fortement endommagée peut être renforcée en découpant la section endommagée et en la remplaçant par du bois traité avec un produit de préservation. L'enveloppement des pieux avec des barrières en plastique peut fournir une protection contre les térébrants marins pendant 25 ans ou plus. Le renforcement des pieux avec du béton peut être suffisant en remplissant le vide avec de la pierre grossière et du mortier. Lorsque les dommages sont plus graves, des coffrages en métal, bois, béton, nylon tissé ou fibre imprégnée de poix sont attachés au pieu jusqu'à 2 pieds sous la ligne de vase.

## Entretien et inspection requis

### Intervalle de contrôle
Afin de préserver et d'entretenir efficacement les pieux en bois, une inspection régulière est nécessaire pour détecter la détérioration des structures avant qu'un remplacement ne soit nécessaire. Les inspections des pieux devraient avoir lieu tous les cinq ans.

## Inspecter les pieux retirés du service
L'un des meilleurs moyens de déterminer la cause de la détérioration ainsi que le stade de détérioration est d'inspecter un pieux qui a été retiré du service. La perte d'un pilot utilisé pour l'inspection pourrait éviter le remplacement des pilots et éléments en bois restants. Afin de diagnostiquer les problèmes, couper les bois en sections courtes et divisez longitudinalement chaque section afin de voir jusqu'où le conservateur a pénétré. La réutilisation de tout pieu de bois traité fourni par une source extérieure n'est pas recommandée. Ne pas connaître le traitement appliqué, l'utilisation passée ou si des carburants diesel ont été appliqués sur la surface utilisée pour donner l'apparence d'un retraitement récent pourrait diminuer la durée de vie du pieu. Certains fournisseurs peu scrupuleux de pieux en bois usagés doivent être évités, car certains entrepreneurs ont appliqué du carburant diesel à l'extérieur des pieux pour amener la créosote incrustée à la surface.